# 北京市通州区永乐店中学
39°42′59″N 116°46′45″E / 39.716267°N 116.779139°E
北京市通州区永乐店中学是一家教育部门主办的完全中学，位于北京市通州区永乐店镇永三村1号。学校始建于1952年，1958年成为完全中学，1978年被确定为通州区重点中学。2005年通过专家组的评估成为北京市第四批示范高中。
学校占地面积200亩，总建筑面积8.2万平方米。基础设施包含图书馆、能容纳3000人的食堂、师生宿舍、大型操场、室内八道标准游泳馆、大型体育馆、能容纳1200人多功能报告厅、专业电视台演播室、多功能高清自动录播室、心理咨询室、安全体验教室等。设计规模84个教学班（初中24个、高中60个）。
办公楼、教学楼、实验楼、电教综合楼、学生宿舍楼、学生公寓和400米塑胶跑道运动场。学校现有50个教学班，学生2070人，教师194人，职员55人。

## 著名校友
永乐店中学的著名校友包括：
- 岳福洪 - 辽宁省政协原主席
- 苏德利 - 现任中国人民武装警察部队北京总队参谋长，少将
- 邵德龙 - 原北京市卫戍区参谋长，少将
- 傅永和 - 语言、文字学家
- 王葆阜 - 中国青年艺术剧院（现国家话剧院）党委书记
- 于万龙 - 中央军委国际情报局
- 张清华 - 中纪委
- 李思久 - 全运会手榴弹冠军、标枪亚军

## 荣誉
北京市通州区永乐店中学获得过“全国传统文化教育课题示范校”、“北京市花园式学校”、“北京市无烟学校”、“北京市优秀家长学校”、“北京市电化教学优类校”、“北京市校园环境示范学校”、“北京市德育先进集体”、“北京市教育科研先进学校”等多项荣誉称号。